# Erectopus superbus
Erectopus superbus è il nome dato a un dinosauro carnivoro vissuto verso la fine del Cretacico inferiore (circa 110 milioni di  anni fa) in quella che oggi è la Francia.

## Descrizione difficoltosa
Il materiale fossile su cui è basata questa forma è stato scoperto nel tardo diciannovesimo secolo nei letti fosfatici di La Penthèive (Mammilatum Zone; Albiano inferiore) a Louppy-le-Château, nella Francia orientale. Gli stessi letti hanno prodotto anche resti di plesiosauri, ittiosauri e coccodrilli. Le ossa risiedettero originariamente nelle collezioni private di Louis Pierson, e furono descritte per la prima volta da H. E. Sauvage nel 1882. Fu quindi Sauvage a renderle base di un nuovo taxon, Megalosaurus superbus. Nel 1932, il materiale venne ridescritto da Friedrich von Huene, il quale comprese che le ossa non potevano essere incluse nel genere Megalosaurus, e sistemò il teropode di Pierson in un secondo nuovo taxon, Erectopus sauvagei. Successivamente, la collezione di Pierson venne dispersa dopo la morte del suo proprietario e l'olotipo fu creduto smarrito per sempre. Calchi di alcune ossa, comunque, si trovavano nel Museo di Storia Naturale di Parigi, e la parte anteriore di una mascella sinistra, descritta da Sauvage nel 1882, fu ritrovata grazie a un venditore di fossili parigino verso la fine del Ventesimo secolo, e recuperata da Christian de Muizon, un paleontologo del museo. I calchi e la mascella incompleta condussero a una ridescrizione ulteriore di Erectopus (Allain, 2005), con la quale si determinò che il corretto nome tassonomico per il materiale era Erectopus superbus. La mascella riscoperta fu designata quale lectotipo, e i calchi del materiale di Pierson divennero il plastotipo del taxon. Essi includono una "mano" destra incompleta, il femore sinistro (che Huene, stranamente, descrisse come implicante una postura eretta - da qui il nome dell'animale), il calcagno sinistro, la tibia destra spezzata in due parti e incompleta e il secondo metatarso destro.

## Un carnosauro del Cretaceo
Basandosi principalmente sulla morfologia della tibia, Allain nel 2005 classificò Erectopus superbus negli allosauroidi, all'interno del gruppo dei carnosauri. Erectopus, quindi, è uno dei più recenti carnosauri europei, insieme con il cosiddetto "teropode di Montmirat" del sud della Francia, e Neovenator salerii dell'Isola di Wight.
Erectopus doveva essere un carnivoro bipede lungo circa sette metri, di costituzione piuttosto robusta. Come tutti i teropodi di medie - grandi dimensioni, questo dinosauro era un probabile predatore di grosse prede. È possibile che vivesse lungo le coste dei mari.